# 冈比亚护照
冈比亚护照（英語：Gambian passport）是冈比亚共和国政府签发给冈比亚公民用于国际旅行的旅行证件。

## 个人资料页
资料页内的数据和信息以英法双文书写，内容如下：
- Surname（姓氏）
- Given names（名称）
- Nationality Gambian（国籍：冈比亚）
- Date of birth（出生日期）
- Sex（性别）
- Place of birth（出生地点）
- Date of Expiry（有效期至）
- Passport number（护照号）

## 签证要求
根据2025年1月8日发布的亨利护照指数，冈比亚护照可免签证、落地签证或电子签证入境71个国家和地区，位居世界第71。

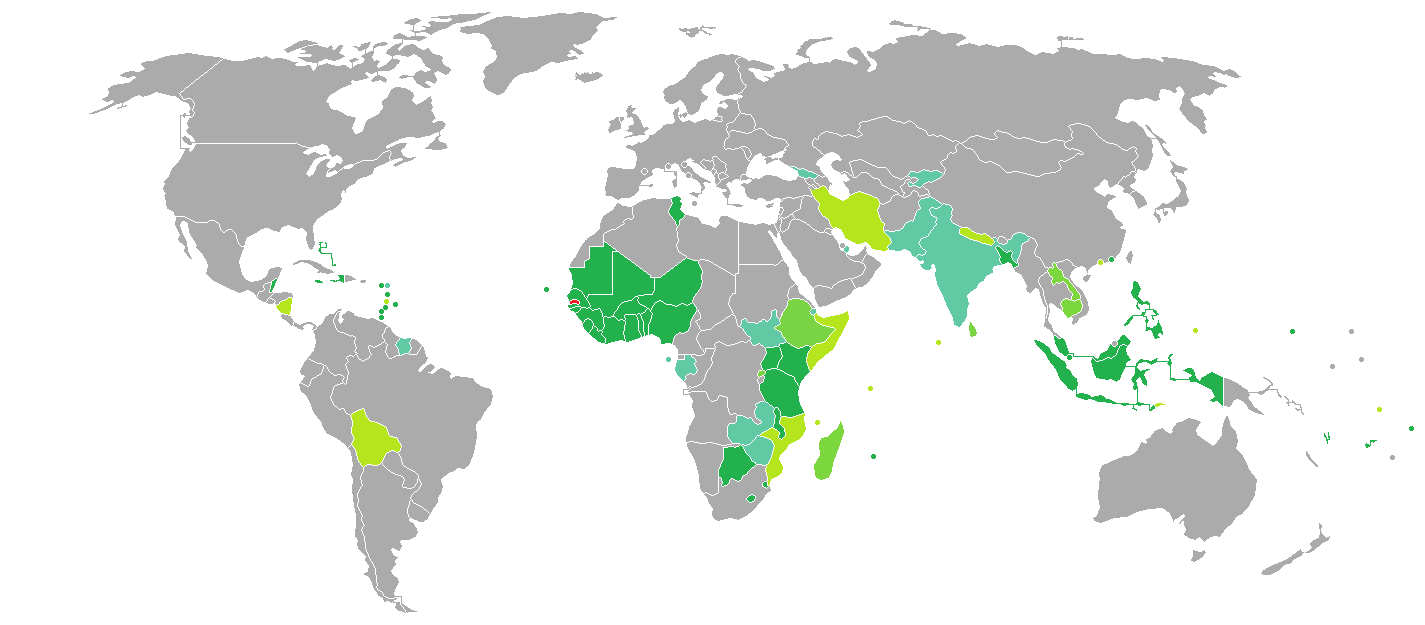
冈比亚公民签证要求
冈比亚
免签证
落地签
电子签证
落地签证或电子签证
需要提前办理签证